# Clarence Seedorf
Clarence Clyde Seedorf (IPA: [ˈklɛrənˈ seːdɔrf] ; Paramaribo, 1º aprile 1976) è un allenatore di calcio ed ex calciatore olandese di origini surinamesi, di ruolo centrocampista, consigliere sportivo dell'Esteghlal.
Soprannominato il Professore, è considerato uno dei più forti centrocampisti della sua generazione ed è l'unico calciatore ad aver vinto la UEFA Champions League con tre squadre diverse, Ajax, Real Madrid e in due occasioni Milan, per un totale di quattro edizioni vinte. Fa inoltre parte della ristretta cerchia dei calciatori ad aver disputato almeno 1000 partite in carriera ed è l'ottavo giocatore con più presenze nelle competizioni UEFA per club (163) alle spalle di Gianluigi Buffon (167), Lionel Messi (167), Xavi (173), Paolo Maldini (174), Pepe Reina (178), Iker Casillas (188) e Cristiano Ronaldo (191). Nel 2004 è stato inserito nella FIFA 100, la lista dei 125 più grandi giocatori viventi, selezionata da Pelé e dalla FIFA in occasione del centenario della federazione.
Cresciuto nelle giovanili dell'Ajax, in tre stagioni con la squadra di Amsterdam vinse una Coppa dei Paesi Bassi, due campionati, due Supercoppe olandesi e una Champions League. Passato nel 1995 alla Sampdoria, dopo un solo anno si trasferì al Real Madrid, con cui in tre anni e mezzo vinse un campionato spagnolo, una Supercoppa di Spagna, una UEFA Champions League e una Coppa Intercontinentale. Tornato in Italia nel dicembre 1999, giocò per due stagioni e mezza nell'Inter senza vincere alcun trofeo, per poi accasarsi, nel 2002, al Milan, con cui vinse nella prima stagione la Coppa Italia e la UEFA Champions League, diventando il primo calciatore a vincere il più prestigioso trofeo d'Europa con tre squadre diverse; l'anno dopo si aggiudicò la Supercoppa UEFA e lo scudetto, nel 2006-2007 vinse per la quarta volta la UEFA Champions League e nella stagione successiva la Supercoppa UEFA e la Coppa del mondo per club. Nel maggio 2011, a sette anni di distanza dal suo primo tricolore, vinse nuovamente lo scudetto, mentre nell'agosto 2011 vinse il suo ultimo titolo italiano, la Supercoppa italiana. Nel giugno 2012 lasciò il Milan per il Botafogo, con cui vinse l'ultimo titolo della carriera, il campionato Carioca.
Dal 1994 al 2008 ha fatto parte della nazionale olandese, giocando 87 incontri internazionali e segnando 11 gol. Ha totalizzato 43 presenze e 13 marcature nelle nazionali giovanili tra il 1990 e il 1993. Con i Paesi Bassi ha giocato 3 Europei (1996, 2000 e 2004) e un Mondiale (1998).

## Biografia

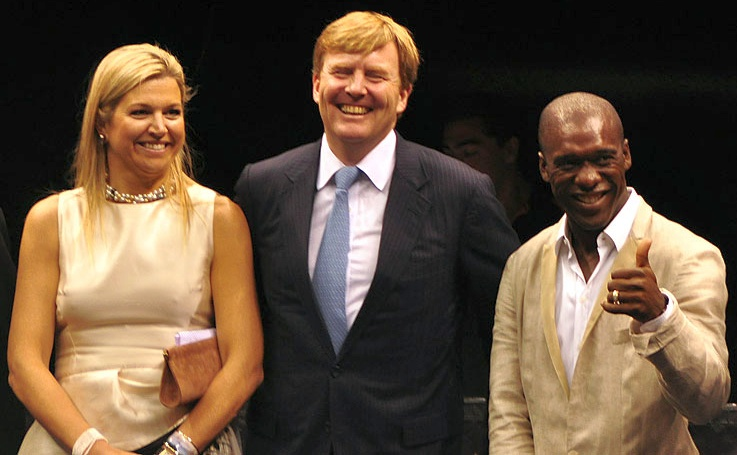
Seedorf con la regina consorte Máxima e il re dei Paesi Bassi Guglielmo Alessandro.

Clarence Seedorf è nato a Paramaribo, capitale del Suriname. Il nonno di Clarence Seedorf, Frederick, era figlio di uno schiavo e fu liberato dal padrone tedesco da cui prese il cognome "Seedorf". Due dei fratelli di Clarence, Chedric e Jürgen, il cugino Stefano, i nipoti Quentin, Regilio e Cain sono calciatori professionisti; il padre Johan, invece, lavorava in ospedale nel reparto dei neonati prendendosi cura della parte nutrizione e poi ha svolta l’attività di procuratore sportivo. Nel luglio 2009 Chedric e Stefano si sono trasferiti al Monza, società del cui comitato tecnico faceva parte Clarence.
Seedorf è sposato con Sophia Makramati e ha quattro figli nati dalla precedente relazione con la brasiliana Luviana Seedorf. In seguito alla relazione con la Makramati ha annunciato la sua conversione all'islam. Parla fluentemente 6 lingue: olandese, inglese, italiano, portoghese, spagnolo e surinamese.
Seedorf è proprietario del ristorante Finger's a Milano. È stato proprietario anche di una scuderia motociclistica, la Valsir - Seedorf Racing World, nata nel 2003, che partecipava al campionato della classe 125, e possedeva la rivista Sport Auto Moto, ma l'ha in seguito ceduta.

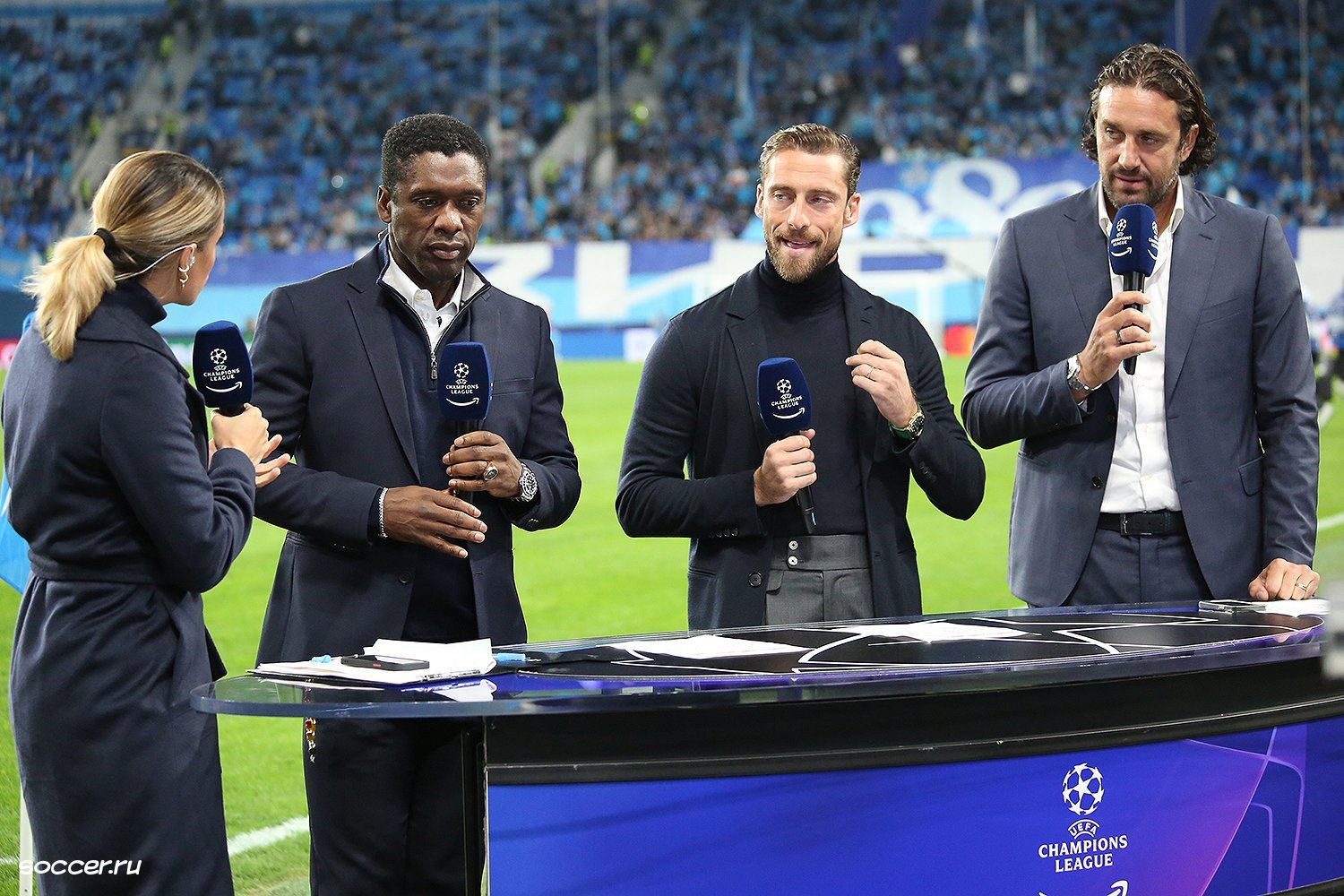
Da sinistra: la giornalista Giulia Mizzoni, Seedorf, Claudio Marchisio e Luca Toni al commento per Prime Video in occasione della UEFA Champions League 2021-2022.

Ha fondato l'associazione Champions for Children, per promuovere l'educazione attraverso lo sport nelle aree del mondo dove i bambini vivono situazioni di disagio, a cominciare dal Suriname di cui Seedorf è originario. Per questo il 23 gennaio 2001 gli è stata assegnata a Milano la 15ª edizione del premio Campioni per l'infanzia - L'Altropallone.
Nel 2009 è stato ingaggiato dal New York Times per gestire una rubrica, intitolata "Seedorf responds", nella quale una volta al mese Seedorf risponde alle domande dei lettori su questioni riguardanti il calcio. La collaborazione è iniziata casualmente dopo un'intervista con Geoffrey Marcus, firma del quotidiano statunitense.
Nel 2011 lui e Giampaolo Pazzini sono stati testimonial pubblicitari di Mediaset Premium insieme a Claudio Amendola.
Il 12 dicembre 2014 viene nominato dalla UEFA Ambasciatore globale UEFA per la diversità e il cambiamento.
Dal settembre del 2021 fa parte della squadra di opinionisti di Amazon Prime Video che commenta le gare di UEFA Champions League da bordocampo. In parallelo per la stagione 2024-2025 ricopre lo stesso ruolo sulla rete inglese.

## Caratteristiche tecniche

### Giocatore

Seedorf in allenamento all'Inter nella stagione 1999-2000.

Seedorf era un giocatore completo, dotato di un ottimo bagaglio tecnico e di grande forza fisica: queste peculiarità gli hanno permesso di ricoprire tutti i ruoli del centrocampo. La sua specialità, poiché era dotato di un tiro potente e preciso, è stata la conclusione dalla distanza e si distingueva anche per l'abilità nel dribbling nei confronti dei diretti avversari, spesso da posizione defilata, per provare la conclusione in porta o il cross al centro dell'area.

### Allenatore
Allenatore con una mentalità offensiva, alla sua prima esperienza da allenatore del Milan ha usato il modulo tattico 4-2-3-1.

## Carriera

### Giocatore

#### Club

##### Ajax
Talento precoce, iniziò come centrocampista di destra e crebbe calcisticamente nell'Ajax, di cui divenne il più giovane debuttante il 29 novembre 1992, scendendo in campo nella partita di Eredivisie contro il Groningen all'età di 16 anni e 242 giorni. Sotto la guida dell'allenatore Louis van Gaal si affermò ben presto come uno dei titolari del centrocampo dell'Ajax e vinse da protagonista due campionati, una coppa nazionale e due supercoppe nazionali. Il 24 maggio 1995 scese in campo — venendo poi sostituito da Kanu al 53' — nella finale di UEFA Champions League che i lancieri si aggiudicarono a Vienna ai danni del Milan, vincendo così il suo primo trofeo internazionale. 

##### Sampdoria

Seedorf alla Sampdoria nel 1995.

Scegliendo di non prolungare il contratto con l'Ajax dopo il successo europeo e la sentenza Bosman, nell'estate 1995 fu acquistato dalla Sampdoria., debuttando in Serie A sotto la guida di Sven Göran Eriksson il 27 agosto nel pareggio con la Roma La stagione d'esordio in Italia fu caratterizzata da 34 presenze e 4 gol totali, un opaco ottavo posto e l'eliminazione agli ottavi di Coppa Italia contro il Cagliari per 2-1 (dove Seedorf va in gol).

##### Real Madrid

Seedorf al Real Madrid nel 1998, pressato dagli interisti Simeone e Sousa durante una sfida di Champions League.

Ceduto al Real Madrid dopo una sola stagione, nel triennio a venire aggiunse al proprio palmarès un campionato spagnolo e una UEFA Champions League (stavolta a danno della Juventus) nonché una Coppa Intercontinentale. Dall'estate del 1999, con l'arrivo sulla panchina dei blancos di Guus Hiddink, Seedorf ebbe sempre meno spazio in squadra.

##### Inter
Entrato nel mirino dell'Inter, fu ingaggiato dal club milanese nel dicembre 1999 e si aggiunse alla rosa nerazzurra nel gennaio 2000, facendo così rientro in Italia. Schierato principalmente da Marcello Lippi in posizione di trequartista a sostegno delle punte, fu talvolta dislocato obtorto collo da Marco Tardelli e Héctor Cúper nel ruolo di centrocampista laterale.
Pur distinguendosi per alcune prestazioni individuali di spessore — tra le quali una doppietta nel derby d'Italia disputato il 9 marzo 2002 — durante l'esperienza con l'Inter non si aggiudicò alcun trofeo, con i nerazzurri che persero il campionato 2001-2002 arrendendosi sul campo della Lazio all'ultima giornata.

##### Milan

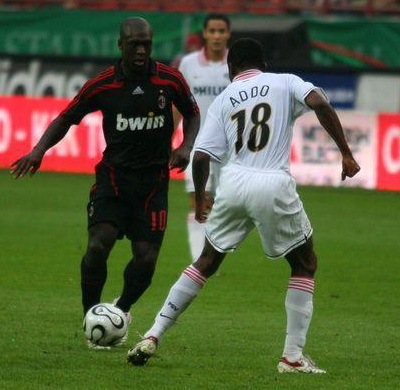
Seedorf fronteggiato da Eric Addo in un'amichevole tra Milan e PSV nell'estate 2007.

Nel giugno 2002 si trasferì al Milan in uno scambio di cartellini col difensore Coco, venendo inizialmente accolto con scetticismo per via dei trascorsi interisti. La duttilità tattica dell'olandese ne fece un punto di riferimento per il centrocampo di Ancelotti, col reparto mediano completato dalla regia di Pirlo e dall'interdizione di Gattuso. 
Nella sua prima stagione rossonera vinse la UEFA Champions League, ancora una volta contro la Juventus. Nella finale di Manchester, decisa ai tiri di rigore, Seedorf sbagliò il secondo tiro dal dischetto, errore che comunque non impedì al Milan di trionfare per la sesta volta nel massimo torneo continentale: Seedorf diventò così il primo, e per ora unico, calciatore della storia a vincere tre UEFA Champions League con tre club diversi. Nella stessa stagione vinse anche la Coppa Italia, sconfiggendo nel doppio confronto la Roma.
Nella stagione successiva con i compagni perse la Supercoppa italiana contro la Juventus, ma vinse la Supercoppa europea battendo il Porto di José Mourinho. A dicembre perse la Coppa Intercontinentale contro il Boca Juniors ai tiri di rigore, nei quali Seedorf, come già nella finale di UEFA Champions League di sette mesi prima, fallì il proprio tiro dal dischetto. La stagione si chiuse comunque molto positivamente per i rossoneri, con la vittoria dello scudetto.
Nella stagione 2004-2005 il Milan raggiunse ancora una volta la finale di UEFA Champions League, dove affrontò il Liverpool. La finale passò alla storia come il miracolo di Istanbul perché gli inglesi riuscirono a ribaltare nei primi minuti del secondo tempo l'iniziale 3-0 rossonero, andando poi a vincere il trofeo ai rigori. Nella stagione 2005-2006 il Milan raggiunse le semifinali della UEFA Champions League e, nonostante le penalizzazioni dovute alle condanne di calciopoli, in campionato riuscì ad ottenere un piazzamento utile per la qualificazione all'edizione successiva della UEFA Champions League, dove sarebbe partito dai turni preliminari.
Eletto miglior centrocampista della UEFA Champions League 2006-2007, Seedorf contribuì alla vittoria del trofeo da parte del Milan in particolare segnando reti decisive ai quarti di finale, contro il Bayern Monaco a Monaco, e in semifinale, contro il Manchester Utd a San Siro. Questa fu anche la stagione in cui l'olandese realizzò il maggior numero di gol: 10, di cui 7 in campionato e 3 in UEFA Champions League.
Nella stagione 2007-2008 si aggiudicò la Supercoppa europea e la Coppa del mondo per club, in cui segnò il gol-vittoria in semifinale contro l'Urawa Red Diamonds fu nominato secondo migliore giocatore della competizione, dietro il compagno di squadra Kaká. Segnò 7 gol in campionato, come nella stagione precedente, 2 gol in UEFA Champions League e uno nella Coppa del mondo per club, eguagliando il record personale di 10 marcature stagionali stabilito la stagione precedente.

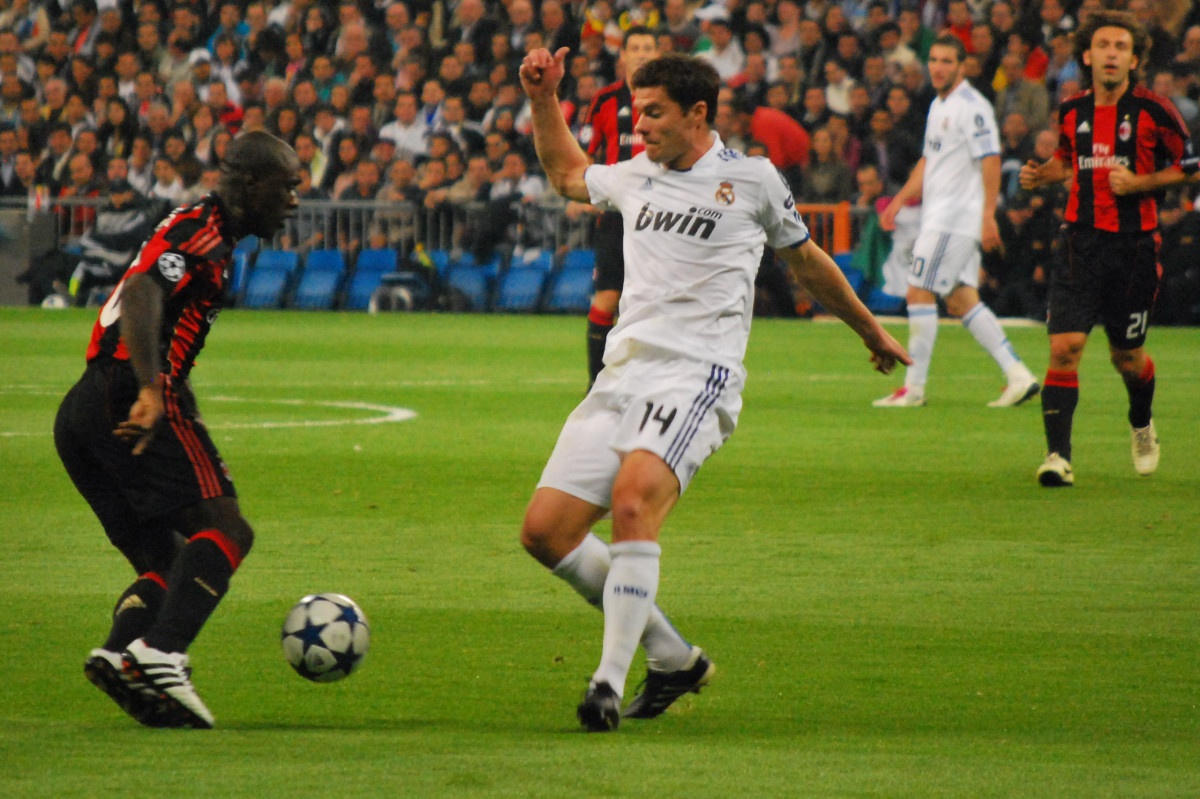
Seedorf in dribbling sul madridista Xabi Alonso durante una gara della UEFA Champions League 2010-2011.

Il 20 settembre 2009, nella partita di campionato contro il Bologna, realizzò il suo cinquantesimo gol in maglia rossonera e nel corso della stagione 2010-2011 diventò lo straniero con più presenze nella storia del Milan, superando lo svedese Nils Liedholm, fermo a quota 394. Il 7 maggio 2011 vinse il suo secondo scudetto con i rossoneri, a due giornate dal termine del campionato, grazie allo 0-0 in casa della Roma. Nella gara di Coppa Italia del 10 maggio 2011 contro il Palermo Seedorf disputò assieme ad Andrea Pirlo la quattrocentesima partita con la maglia del Milan.
Il 6 agosto 2011 vinse la Supercoppa italiana con il Milan, battendo l'Inter a Pechino per 2-1, partita nella quale fu autore dell'assist per il momentaneo pareggio di Zlatan Ibrahimović. Il 21 giugno 2012, tramite una conferenza stampa, annunciò la decisione di lasciare il Milan dopo dieci anni. In totale con la maglia rossonera ha disputato 432 partite e ha segnato 62 gol, vincendo due UEFA Champions League, una Coppa del mondo per club, due scudetti, una Coppa Italia, due Supercoppe italiane e due Supercoppe europee.

##### Botafogo
Il 30 giugno 2012 firma un contratto di due anni per il club brasiliano del Botafogo. Esordisce in maglia bianconera il 22 luglio seguente, nella sconfitta casalinga contro il Grêmio per 1-0. Segna il suo primo gol con la maglia della squadra brasiliana il 4 agosto seguente, su calcio di punizione contro l'Atl. Goianiense (1-2). Il 5 settembre 2012 mette a segno la sua prima doppietta con la maglia del Botafogo nella sfida contro il Cruzeiro nella quale realizza il gol del momentaneo pareggio al 34' con una volée di destro e la rete del vantaggio un minuto più tardi; la partita si è conclusa con il risultato di 1-3. Conclude la prima stagione con la squadra di Rio de Janeiro con 25 presenze e 9 reti.

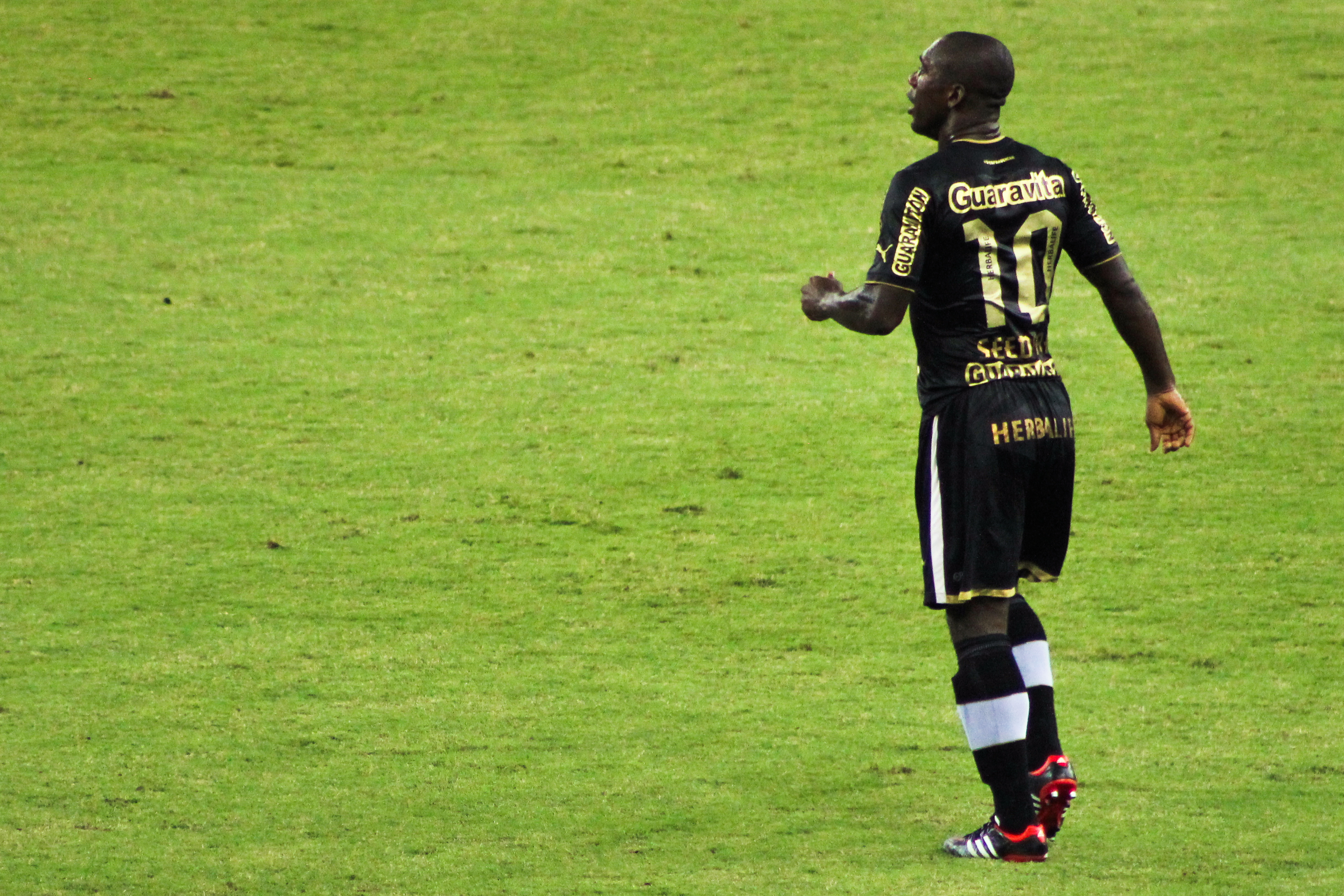
Seedorf al Botafogo nel 2013.

Nella stagione successiva è nominato miglior giocatore del campionato Carioca 2013, vinto dal Botafogo, durante il quale disputa 14 partite segnando 7 gol. Dopo 81 presenze e 24 reti complessive con la maglia della squadra brasiliana, il 14 gennaio 2014 annuncia il suo addio al calcio giocato, per intraprendere la carriera da allenatore.

#### Nazionale
Debutta in Nazionale a 18 anni, nel 1994, contro il Lussemburgo. Ha totalizzato 87 partite e 11 gol con gli arancioni e ha preso parte al Campionato del mondo di Francia 1998 e agli Europei 1996, 2000 e 2004, centrando le semifinali del 2000 e 2004; nel 1996 fu decisivo un suo errore dal dischetto nell'eliminazione degli orange dalla manifestazione ai quarti contro la Francia.
Con l'avvento di Marco van Basten alla guida tecnica della Nazionale olandese, Seedorf è stato per lungo tempo escluso dalla selezione e non ha partecipato al Campionato del mondo di Germania 2006. È tornato a vestire la maglia arancione il 15 novembre 2006 in un'amichevole disputata ad Amsterdam contro l'Inghilterra e successivamente è stato convocato e schierato regolarmente dal CT orange.
Inserito il 6 maggio 2008 nella lista dei 30 preconvocati della Nazionale olandese per l'Europeo 2008, Seedorf rinunciò a parteciparvi, comunicando la scelta al CT van Basten telefonicamente il 12 maggio 2008.

### Allenatore

#### Milan
Il 16 gennaio 2014 diventa allenatore del Milan, a seguito dell'esonero di Massimiliano Allegri, firmando un contratto con la società milanese fino al 30 giugno 2016. Guida per la prima volta i rossoneri il successivo 19 gennaio, vincendo per 1-0 l'incontro casalingo contro il Verona. Subisce la prima sconfitta da allenatore in Coppa Italia, contro l'Udinese, perdendo in casa 1-2. Esordisce da allenatore in Champions League il 20 febbraio 2014, negli ottavi di finale contro l'Atlético Madrid, perdendo 0-1. Nella partita di ritorno, l'11 marzo seguente, il Milan perde 4-1 a Madrid e viene eliminato dalla competizione. Il 4 maggio 2014 vince il suo primo derby da allenatore, battendo 1-0 l'Inter grazie a una rete di Nigel de Jong. La squadra dell'allenatore olandese termina all'8º posto il proprio campionato, non centrando l'obiettivo della qualificazione in Europa League e ottenendo il 50% di partite vinte rispetto a quelle disputate (11 vinte, 2 pareggiate, 9 perse) considerando tutte le competizioni. In virtù di questo non viene riconfermato dal Milan, che lo sostituisce con Filippo Inzaghi.

#### Shenzhen
Il 7 luglio 2016 viene annunciato come nuovo allenatore dello Shenzhen. Il 5 dicembre giunge al settimo posto in campionato. Si separa consensualmente dal club cinese e viene sostituito da Sven-Göran Eriksson.

#### Deportivo la Coruña
Il 5 febbraio 2018 diventa il nuovo allenatore del Deportivo La Coruña. Dopo aver cambiato tre allenatori nella stessa stagione, il Deportivo retrocede e d'accordo con Seedorf si decide di non proseguire il rapporto in seconda divisione.

#### Nazionale camerunense
Il 10 agosto dello stesso anno viene presentato come commissario tecnico del Camerun con Patrick Kluivert come vice. Il 23 marzo 2019 con il 3-0 contro le Comore si qualifica alla Coppa delle Nazioni Africane. Nella stessa settimana viene scelto come ambasciatore per l'Europeo 2020. Dopo l'eliminazione agli ottavi di finale della Coppa d'Africa, subita per mano della Nigeria, il 16 luglio viene sollevato dall'incarico.

## Statistiche
Tra club, nazionale maggiore e nazionali giovanili Seedorf ha collezionato globalmente 1017 presenze e segnato 159 reti, alla media di 0,16 gol a partita.

### Presenze e reti nei club
| Stagione           | Squadra            | Campionato         | Campionato | Campionato | Coppe nazionali | Coppe nazionali | Coppe nazionali | Coppe continentali | Coppe continentali | Coppe continentali | Altre coppe | Altre coppe | Altre coppe | Totale | Totale |
| Stagione           | Squadra            | Comp               | Pres       | Reti       | Comp            | Pres            | Reti            | Comp               | Pres               | Reti               | Comp        | Pres        | Reti        | Pres   | Reti   |
| ------------------ | ------------------ | ------------------ | ---------- | ---------- | --------------- | --------------- | --------------- | ------------------ | ------------------ | ------------------ | ----------- | ----------- | ----------- | ------ | ------ |
| 1992-1993          | Ajax               | ED                 | 12         | 1          | CO              | 3               | 0               | CU                 | 3                  | 0                  | -           | -           | -           | 18     | 1      |
| 1993-1994          | Ajax               | ED                 | 19         | 4          | CO              | 2               | 0               | CdC                | 2                  | 0                  | SO          | 1           | 0           | 24     | 4      |
| 1994-1995          | Ajax               | ED                 | 34         | 6          | CO              | 3               | 0               | UCL                | 11                 | 0                  | SO          | 0           | 0           | 48     | 6      |
| Totale Ajax        | Totale Ajax        | Totale Ajax        | 65         | 11         |                 | 8               | 0               |                    | 16                 | 0                  |             | 1           | 0           | 90     | 11     |
| 1995-1996          | Sampdoria          | A                  | 32         | 3          | CI              | 2               | 1               | -                  | -                  | -                  | -           | -           | -           | 34     | 4      |
| 1996-1997          | Real Madrid        | PD                 | 38         | 6          | CR              | 4               | 0               | -                  | -                  | -                  | -           | -           | -           | 42     | 6      |
| 1997-1998          | Real Madrid        | PD                 | 36         | 6          | CR              | 0               | 0               | UCL                | 11                 | 0                  | SS          | 2           | 1           | 49     | 7      |
| 1998-1999          | Real Madrid        | PD                 | 37         | 3          | CR              | 5               | 1               | UCL                | 8                  | 3                  | SU+CInt     | 1+1         | 0           | 52     | 7      |
| 1999-gen. 2000     | Real Madrid        | PD                 | 10         | 0          | CR              | 0               | 0               | UCL                | 6                  | 0                  | -           | -           | -           | 16     | 0      |
| Totale Real Madrid | Totale Real Madrid | Totale Real Madrid | 121        | 15         |                 | 9               | 1               |                    | 25                 | 3                  |             | 4           | 1           | 159    | 20     |
| gen.-giu. 2000     | Inter              | A                  | 20         | 3          | CI              | 5               | 2               | -                  | -                  | -                  | -           | -           | -           | 25     | 5      |
| 2000-2001          | Inter              | A                  | 24         | 2          | CI              | 4               | 0               | UCL+CU             | 2+5                | 0+3                | SI          | 1           | 0           | 36     | 5      |
| 2001-2002          | Inter              | A                  | 20         | 3          | CI              | 2               | 1               | CU                 | 10                 | 0                  | -           | -           | -           | 32     | 4      |
| Totale Inter       | Totale Inter       | Totale Inter       | 64         | 8          |                 | 10              | 3               |                    | 17                 | 3                  |             | 1           | 0           | 93     | 14     |
| 2002-2003          | Milan              | A                  | 29         | 4          | CI              | 3               | 2               | UCL                | 16                 | 1                  | -           | -           | -           | 48     | 7      |
| 2003-2004          | Milan              | A                  | 29         | 3          | CI              | 5               | 0               | UCL                | 8                  | 0                  | SI+SU+CInt  | 1+1+1       | 0           | 45     | 3      |
| 2004-2005          | Milan              | A                  | 32         | 5          | CI              | 4               | 1               | UCL                | 13                 | 1                  | SI          | 0           | 0           | 49     | 7      |
| 2005-2006          | Milan              | A                  | 36         | 4          | CI              | 2               | 1               | UCL                | 11                 | 1                  | -           | -           | -           | 49     | 6      |
| 2006-2007          | Milan              | A                  | 32         | 7          | CI              | 5               | 0               | UCL                | 14                 | 3                  | -           | -           | -           | 51     | 10     |
| 2007-2008          | Milan              | A                  | 32         | 7          | CI              | 0               | 0               | UCL                | 7                  | 2                  | SU+Cmc      | 1+2         | 0+1         | 42     | 10     |
| 2008-2009          | Milan              | A                  | 33         | 6          | CI              | 1               | 0               | CU                 | 7                  | 0                  | -           | -           | -           | 41     | 6      |
| 2009-2010          | Milan              | A                  | 29         | 5          | CI              | 0               | 0               | UCL                | 8                  | 1                  | -           | -           | -           | 37     | 6      |
| 2010-2011          | Milan              | A                  | 30         | 4          | CI              | 2               | 0               | UCL                | 8                  | 0                  | -           | -           | -           | 40     | 4      |
| 2011-2012          | Milan              | A                  | 18         | 2          | CI              | 3               | 1               | UCL                | 8                  | 0                  | SI          | 1           | 0           | 30     | 3      |
| Totale Milan       | Totale Milan       | Totale Milan       | 300        | 47         |                 | 25              | 5               |                    | 100                | 9                  |             | 7           | 1           | 432    | 62     |
| lug. -dic.2012     | Botafogo           | A/RJ+A             | 0+24       | 0+8        | CB              | -               | -               | CS                 | 1                  | 1                  | -           | -           | -           | 25     | 9      |
| 2013               | Botafogo           | A/RJ+A             | 14+34      | 7+8        | CB              | 8               | 0               | -                  | -                  | -                  | -           | -           | -           | 56     | 15     |
| Totale Botafogo    | Totale Botafogo    | Totale Botafogo    | 14+58      | 7+16       |                 | 8               | 0               |                    | 1                  | 1                  |             | -           | -           | 81     | 24     |
| Totale carriera    | Totale carriera    | Totale carriera    | 654        | 107        |                 | 63              | 10              |                    | 159                | 16                 |             | 13          | 2           | 889    | 135    |

### Cronologia presenze e reti in nazionale
| Cronologia completa delle presenze e delle reti in nazionale ― Paesi Bassi | Cronologia completa delle presenze e delle reti in nazionale ― Paesi Bassi | Cronologia completa delle presenze e delle reti in nazionale ― Paesi Bassi | Cronologia completa delle presenze e delle reti in nazionale ― Paesi Bassi | Cronologia completa delle presenze e delle reti in nazionale ― Paesi Bassi | Cronologia completa delle presenze e delle reti in nazionale ― Paesi Bassi | Cronologia completa delle presenze e delle reti in nazionale ― Paesi Bassi | Cronologia completa delle presenze e delle reti in nazionale ― Paesi Bassi |
| Data                                                                       | Città                                                                      | In casa                                                                    | Risultato                                                                  | Ospiti                                                                     | Competizione                                                               | Reti                                                                       | Note                                                                       |
| -------------------------------------------------------------------------- | -------------------------------------------------------------------------- | -------------------------------------------------------------------------- | -------------------------------------------------------------------------- | -------------------------------------------------------------------------- | -------------------------------------------------------------------------- | -------------------------------------------------------------------------- | -------------------------------------------------------------------------- |
| 14-12-1994                                                                 | Rotterdam                                                                  | Paesi Bassi                                                                | 5 – 0                                                                      | Lussemburgo                                                                | Qual. Euro 1996                                                            | 1                                                                          |                                                                            |
| 18-1-1995                                                                  | Utrecht                                                                    | Paesi Bassi                                                                | 0 – 1                                                                      | Francia                                                                    | Amichevole                                                                 | -                                                                          |                                                                            |
| 29-3-1995                                                                  | Rotterdam                                                                  | Paesi Bassi                                                                | 5 – 2                                                                      | Malta                                                                      | Qual. Euro 1996                                                            | 1                                                                          |                                                                            |
| 26-4-1995                                                                  | Praga                                                                      | Rep. Ceca                                                                  | 3 – 1                                                                      | Paesi Bassi                                                                | Qual. Euro 1996                                                            | -                                                                          |                                                                            |
| 7-6-1995                                                                   | Minsk                                                                      | Bielorussia                                                                | 1 – 0                                                                      | Paesi Bassi                                                                | Qual. Euro 1996                                                            | -                                                                          |                                                                            |
| 11-10-1995                                                                 | Ta' Qali                                                                   | Malta                                                                      | 0 – 4                                                                      | Paesi Bassi                                                                | Qual. Euro 1996                                                            | 1                                                                          |                                                                            |
| 15-11-1995                                                                 | Rotterdam                                                                  | Paesi Bassi                                                                | 3 – 0                                                                      | Norvegia                                                                   | Qual. Euro 1996                                                            | 1                                                                          |                                                                            |
| 13-12-1995                                                                 | Liverpool                                                                  | Irlanda                                                                    | 0 – 2                                                                      | Paesi Bassi                                                                | Qual. Euro 1996                                                            | -                                                                          |                                                                            |
| 24-4-1996                                                                  | Rotterdam                                                                  | Paesi Bassi                                                                | 0 – 1                                                                      | Germania                                                                   | Amichevole                                                                 | -                                                                          |                                                                            |
| 29-5-1996                                                                  | Tilburg                                                                    | Paesi Bassi                                                                | 2 – 0                                                                      | Cina                                                                       | Amichevole                                                                 | -                                                                          |                                                                            |
| 4-6-1996                                                                   | Rotterdam                                                                  | Paesi Bassi                                                                | 3 – 1                                                                      | Irlanda                                                                    | Amichevole                                                                 | 1                                                                          |                                                                            |
| 10-6-1996                                                                  | Birmingham                                                                 | Paesi Bassi                                                                | 0 – 0                                                                      | Scozia                                                                     | Euro 1996 - 1º turno                                                       | -                                                                          |                                                                            |
| 13-6-1996                                                                  | Birmingham                                                                 | Svizzera                                                                   | 0 – 2                                                                      | Paesi Bassi                                                                | Euro 1996 - 1º turno                                                       | -                                                                          |                                                                            |
| 18-6-1996                                                                  | Londra                                                                     | Paesi Bassi                                                                | 1 – 4                                                                      | Inghilterra                                                                | Euro 1996 - 1º turno                                                       | -                                                                          |                                                                            |
| 22-6-1996                                                                  | Liverpool                                                                  | Paesi Bassi                                                                | 0 – 0 dts (4 - 5 dtr)                                                      | Francia                                                                    | Euro 1996 - Quarti di finale                                               | -                                                                          |                                                                            |
| 31-8-1996                                                                  | Amsterdam                                                                  | Paesi Bassi                                                                | 2 – 2                                                                      | Brasile                                                                    | Amichevole                                                                 | -                                                                          |                                                                            |
| 5-10-1996                                                                  | Cardiff                                                                    | Galles                                                                     | 1 – 3                                                                      | Paesi Bassi                                                                | Qual. Mondiali 1998                                                        | -                                                                          |                                                                            |
| 9-11-1996                                                                  | Eindhoven                                                                  | Paesi Bassi                                                                | 7 – 1                                                                      | Galles                                                                     | Qual. Mondiali 1998                                                        | -                                                                          |                                                                            |
| 14-12-1996                                                                 | Bruxelles                                                                  | Belgio                                                                     | 0 – 3                                                                      | Paesi Bassi                                                                | Qual. Mondiali 1998                                                        | 1                                                                          |                                                                            |
| 26-2-1997                                                                  | Parigi                                                                     | Francia                                                                    | 2 – 1                                                                      | Paesi Bassi                                                                | Amichevole                                                                 | -                                                                          |                                                                            |
| 29-3-1997                                                                  | Amsterdam                                                                  | Paesi Bassi                                                                | 4 – 0                                                                      | San Marino                                                                 | Qual. Mondiali 1998                                                        | -                                                                          |                                                                            |
| 2-4-1997                                                                   | Bursa                                                                      | Turchia                                                                    | 1 – 0                                                                      | Paesi Bassi                                                                | Qual. Mondiali 1998                                                        | -                                                                          |                                                                            |
| 30-4-1997                                                                  | Serravalle                                                                 | San Marino                                                                 | 0 – 6                                                                      | Paesi Bassi                                                                | Qual. Mondiali 1998                                                        | -                                                                          |                                                                            |
| 4-6-1997                                                                   | Johannesburg                                                               | Sudafrica                                                                  | 0 – 2                                                                      | Paesi Bassi                                                                | Amichevole                                                                 | -                                                                          |                                                                            |
| 6-9-1997                                                                   | Rotterdam                                                                  | Paesi Bassi                                                                | 3 – 1                                                                      | Belgio                                                                     | Qual. Mondiali 1998                                                        | -                                                                          |                                                                            |
| 11-10-1997                                                                 | Amsterdam                                                                  | Paesi Bassi                                                                | 0 – 0                                                                      | Turchia                                                                    | Qual. Mondiali 1998                                                        | -                                                                          |                                                                            |
| 21-2-1998                                                                  | Miami                                                                      | Stati Uniti                                                                | 0 – 2                                                                      | Paesi Bassi                                                                | Amichevole                                                                 | 1                                                                          |                                                                            |
| 24-2-1998                                                                  | Miami                                                                      | Messico                                                                    | 2 – 3                                                                      | Paesi Bassi                                                                | Amichevole                                                                 | -                                                                          |                                                                            |
| 27-5-1998                                                                  | Arnhem                                                                     | Paesi Bassi                                                                | 0 – 0                                                                      | Camerun                                                                    | Amichevole                                                                 | -                                                                          |                                                                            |
| 1-6-1998                                                                   | Eindhoven                                                                  | Paesi Bassi                                                                | 5 – 1                                                                      | Paraguay                                                                   | Amichevole                                                                 | -                                                                          |                                                                            |
| 5-6-1998                                                                   | Amsterdam                                                                  | Paesi Bassi                                                                | 5 – 1                                                                      | Nigeria                                                                    | Amichevole                                                                 | -                                                                          |                                                                            |
| 13-6-1998                                                                  | Saint-Denis                                                                | Paesi Bassi                                                                | 0 – 0                                                                      | Belgio                                                                     | Mondiali 1998 - 1º turno                                                   | -                                                                          |                                                                            |
| 29-6-1998                                                                  | Tolosa                                                                     | Paesi Bassi                                                                | 2 – 1                                                                      | Jugoslavia                                                                 | Mondiali 1998 - Ottavi di finale                                           | -                                                                          |                                                                            |
| 7-7-1998                                                                   | Marsiglia                                                                  | Brasile                                                                    | 1 – 1 dts (4 - 2 dtr)                                                      | Paesi Bassi                                                                | Mondiali 1998 - Semifinale                                                 | -                                                                          |                                                                            |
| 11-7-1998                                                                  | Parigi                                                                     | Paesi Bassi                                                                | 1 – 2                                                                      | Croazia                                                                    | Mondiali 1998 - Finale 3º posto                                            | -                                                                          |                                                                            |
| 10-10-1998                                                                 | Eindhoven                                                                  | Paesi Bassi                                                                | 2 – 0                                                                      | Perù                                                                       | Amichevole                                                                 | -                                                                          |                                                                            |
| 13-10-1998                                                                 | Arnhem                                                                     | Paesi Bassi                                                                | 0 – 0                                                                      | Ghana                                                                      | Amichevole                                                                 | -                                                                          |                                                                            |
| 18-11-1998                                                                 | Gelsenkirchen                                                              | Germania                                                                   | 1 – 1                                                                      | Paesi Bassi                                                                | Amichevole                                                                 | -                                                                          |                                                                            |
| 10-2-1999                                                                  | Parigi                                                                     | Portogallo                                                                 | 0 – 0                                                                      | Paesi Bassi                                                                | Amichevole                                                                 | -                                                                          |                                                                            |
| 31-3-1999                                                                  | Amsterdam                                                                  | Paesi Bassi                                                                | 1 – 1                                                                      | Argentina                                                                  | Amichevole                                                                 | -                                                                          |                                                                            |
| 28-4-1999                                                                  | Arnhem                                                                     | Paesi Bassi                                                                | 1 – 2                                                                      | Marocco                                                                    | Amichevole                                                                 | -                                                                          |                                                                            |
| 5-6-1999                                                                   | Salvador                                                                   | Brasile                                                                    | 2 – 2                                                                      | Paesi Bassi                                                                | Amichevole                                                                 | -                                                                          |                                                                            |
| 18-8-1999                                                                  | Copenaghen                                                                 | Danimarca                                                                  | 0 – 0                                                                      | Paesi Bassi                                                                | Amichevole                                                                 | -                                                                          |                                                                            |
| 9-10-1999                                                                  | Amsterdam                                                                  | Paesi Bassi                                                                | 2 – 2                                                                      | Brasile                                                                    | Amichevole                                                                 | -                                                                          |                                                                            |
| 13-11-1999                                                                 | Eindhoven                                                                  | Paesi Bassi                                                                | 1 – 1                                                                      | Rep. Ceca                                                                  | Amichevole                                                                 | -                                                                          |                                                                            |
| 23-2-2000                                                                  | Amsterdam                                                                  | Paesi Bassi                                                                | 2 – 1                                                                      | Germania                                                                   | Amichevole                                                                 | -                                                                          |                                                                            |
| 29-3-2000                                                                  | Bruxelles                                                                  | Belgio                                                                     | 2 – 2                                                                      | Paesi Bassi                                                                | Amichevole                                                                 | -                                                                          |                                                                            |
| 27-5-2000                                                                  | Amsterdam                                                                  | Paesi Bassi                                                                | 2 – 1                                                                      | Romania                                                                    | Amichevole                                                                 | -                                                                          |                                                                            |
| 4-6-2000                                                                   | Losanna                                                                    | Paesi Bassi                                                                | 3 – 1                                                                      | Polonia                                                                    | Amichevole                                                                 | -                                                                          |                                                                            |
| 11-6-2000                                                                  | Amsterdam                                                                  | Paesi Bassi                                                                | 1 – 0                                                                      | Rep. Ceca                                                                  | Euro 2000 - 1º turno                                                       | -                                                                          |                                                                            |
| 29-6-2000                                                                  | Amsterdam                                                                  | Italia                                                                     | 0 – 0 dts (3 - 1 dtr)                                                      | Paesi Bassi                                                                | Euro 2000 - Semifinale                                                     | -                                                                          |                                                                            |
| 2-9-2000                                                                   | Amsterdam                                                                  | Paesi Bassi                                                                | 2 – 2                                                                      | Irlanda                                                                    | Qual. Mondiali 2002                                                        | -                                                                          |                                                                            |
| 7-10-2000                                                                  | Nicosia                                                                    | Cipro                                                                      | 0 – 4                                                                      | Paesi Bassi                                                                | Qual. Mondiali 2002                                                        | 2                                                                          |                                                                            |
| 11-10-2000                                                                 | Rotterdam                                                                  | Paesi Bassi                                                                | 0 – 2                                                                      | Portogallo                                                                 | Qual. Mondiali 2002                                                        | -                                                                          |                                                                            |
| 15-11-2000                                                                 | Siviglia                                                                   | Spagna                                                                     | 1 – 2                                                                      | Paesi Bassi                                                                | Amichevole                                                                 | -                                                                          |                                                                            |
| 28-2-2001                                                                  | Amsterdam                                                                  | Paesi Bassi                                                                | 0 – 0                                                                      | Turchia                                                                    | Amichevole                                                                 | -                                                                          |                                                                            |
| 25-4-2001                                                                  | Eindhoven                                                                  | Paesi Bassi                                                                | 4 – 0                                                                      | Cipro                                                                      | Qual. Mondiali 2002                                                        | -                                                                          |                                                                            |
| 6-10-2001                                                                  | Arnhem                                                                     | Paesi Bassi                                                                | 4 – 0                                                                      | Andorra                                                                    | Qual. Mondiali 2002                                                        | 1                                                                          |                                                                            |
| 10-11-2001                                                                 | Copenaghen                                                                 | Danimarca                                                                  | 1 – 1                                                                      | Paesi Bassi                                                                | Amichevole                                                                 | -                                                                          |                                                                            |
| 16-10-2002                                                                 | Vienna                                                                     | Austria                                                                    | 0 – 3                                                                      | Paesi Bassi                                                                | Qual. Euro 2004                                                            | 1                                                                          |                                                                            |
| 20-11-2002                                                                 | Gelsenkirchen                                                              | Germania                                                                   | 1 – 3                                                                      | Paesi Bassi                                                                | Amichevole                                                                 | -                                                                          |                                                                            |
| 12-2-2003                                                                  | Amsterdam                                                                  | Paesi Bassi                                                                | 1 – 0                                                                      | Argentina                                                                  | Amichevole                                                                 | -                                                                          |                                                                            |
| 29-3-2003                                                                  | Rotterdam                                                                  | Paesi Bassi                                                                | 1 – 1                                                                      | Rep. Ceca                                                                  | Qual. Euro 2004                                                            | -                                                                          |                                                                            |
| 2-4-2003                                                                   | Tiraspol                                                                   | Moldavia                                                                   | 1 – 2                                                                      | Paesi Bassi                                                                | Qual. Euro 2004                                                            | -                                                                          |                                                                            |
| 7-6-2003                                                                   | Minsk                                                                      | Bielorussia                                                                | 0 – 2                                                                      | Paesi Bassi                                                                | Qual. Euro 2004                                                            | -                                                                          |                                                                            |
| 20-8-2003                                                                  | Bruxelles                                                                  | Belgio                                                                     | 1 – 1                                                                      | Paesi Bassi                                                                | Amichevole                                                                 | -                                                                          |                                                                            |
| 15-11-2003                                                                 | Glasgow                                                                    | Scozia                                                                     | 1 – 0                                                                      | Paesi Bassi                                                                | Qual. Euro 2004                                                            | -                                                                          |                                                                            |
| 19-11-2003                                                                 | Amsterdam                                                                  | Paesi Bassi                                                                | 6 – 0                                                                      | Scozia                                                                     | Qual. Euro 2004                                                            | -                                                                          |                                                                            |
| 18-2-2004                                                                  | Amsterdam                                                                  | Paesi Bassi                                                                | 1 – 0                                                                      | Stati Uniti                                                                | Amichevole                                                                 | -                                                                          |                                                                            |
| 28-4-2004                                                                  | Eindhoven                                                                  | Paesi Bassi                                                                | 4 – 0                                                                      | Grecia                                                                     | Amichevole                                                                 | -                                                                          |                                                                            |
| 29-5-2004                                                                  | Eindhoven                                                                  | Paesi Bassi                                                                | 0 – 1                                                                      | Belgio                                                                     | Amichevole                                                                 | -                                                                          |                                                                            |
| 1-6-2004                                                                   | Losanna                                                                    | Paesi Bassi                                                                | 3 – 0                                                                      | Fær Øer                                                                    | Amichevole                                                                 | -                                                                          |                                                                            |
| 5-6-2004                                                                   | Amsterdam                                                                  | Paesi Bassi                                                                | 0 – 1                                                                      | Irlanda                                                                    | Amichevole                                                                 | -                                                                          |                                                                            |
| 19-6-2004                                                                  | Aveiro                                                                     | Paesi Bassi                                                                | 2 – 3                                                                      | Rep. Ceca                                                                  | Euro 2004 - 1º turno                                                       | -                                                                          |                                                                            |
| 23-6-2004                                                                  | Braga                                                                      | Paesi Bassi                                                                | 3 – 0                                                                      | Lettonia                                                                   | Euro 2004 - 1º turno                                                       | -                                                                          |                                                                            |
| 26-6-2004                                                                  | Faro                                                                       | Svezia                                                                     | 0 – 0 dts (4 - 5 dtr)                                                      | Paesi Bassi                                                                | Euro 2004 - Quarti di finale                                               | -                                                                          |                                                                            |
| 30-6-2004                                                                  | Lisbona                                                                    | Portogallo                                                                 | 2 – 1                                                                      | Paesi Bassi                                                                | Euro 2004 - Semifinale                                                     | -                                                                          |                                                                            |
| 15-11-2006                                                                 | Amsterdam                                                                  | Paesi Bassi                                                                | 1 – 1                                                                      | Inghilterra                                                                | Amichevole                                                                 | -                                                                          |                                                                            |
| 7-2-2007                                                                   | Amsterdam                                                                  | Paesi Bassi                                                                | 1 – 1                                                                      | Russia                                                                     | Amichevole                                                                 | -                                                                          |                                                                            |
| 24-3-2007                                                                  | Rotterdam                                                                  | Paesi Bassi                                                                | 0 – 0                                                                      | Romania                                                                    | Qual. Euro 2008                                                            | -                                                                          |                                                                            |
| 28-3-2007                                                                  | Celje                                                                      | Slovenia                                                                   | 0 – 1                                                                      | Paesi Bassi                                                                | Qual. Euro 2008                                                            | -                                                                          |                                                                            |
| 22-8-2007                                                                  | Ginevra                                                                    | Svizzera                                                                   | 2 – 1                                                                      | Paesi Bassi                                                                | Amichevole                                                                 | -                                                                          |                                                                            |
| 8-9-2007                                                                   | Amsterdam                                                                  | Paesi Bassi                                                                | 2 – 0                                                                      | Bulgaria                                                                   | Qual. Euro 2008                                                            | -                                                                          |                                                                            |
| 13-10-2007                                                                 | Costanza                                                                   | Romania                                                                    | 1 – 0                                                                      | Paesi Bassi                                                                | Qual. Euro 2008                                                            | -                                                                          |                                                                            |
| 17-10-2007                                                                 | Eindhoven                                                                  | Paesi Bassi                                                                | 2 – 0                                                                      | Slovenia                                                                   | Qual. Euro 2008                                                            | -                                                                          |                                                                            |
| 17-11-2007                                                                 | Rotterdam                                                                  | Paesi Bassi                                                                | 1 – 0                                                                      | Lussemburgo                                                                | Qual. Euro 2008                                                            | -                                                                          |                                                                            |
| 26-3-2008                                                                  | Vienna                                                                     | Austria                                                                    | 3 – 4                                                                      | Paesi Bassi                                                                | Amichevole                                                                 | -                                                                          |                                                                            |
| Totale                                                                     |                                                                            | Presenze                                                                   | 87                                                                         |                                                                            | Reti                                                                       | 11                                                                         |                                                                            |

### Statistiche da allenatore
Statistiche aggiornate al 13 maggio 2018.
| Stagione        | Squadra             | Campionato      | Campionato | Campionato | Campionato | Campionato | Coppe nazionali | Coppe nazionali | Coppe nazionali | Coppe nazionali | Coppe nazionali | Coppe continentali | Coppe continentali | Coppe continentali | Coppe continentali | Coppe continentali | Altre coppe | Altre coppe | Altre coppe | Altre coppe | Altre coppe | Totale | Totale | Totale | Totale | % Vittorie | Piazzamento       |
| Stagione        | Squadra             | Comp            | G          | V          | N          | P          | Comp            | G               | V               | N               | P               | Comp               | G                  | V                  | N                  | P                  | Comp        | G           | V           | N           | P           | G      | V      | N      | P      | %          | Piazzamento       |
| --------------- | ------------------- | --------------- | ---------- | ---------- | ---------- | ---------- | --------------- | --------------- | --------------- | --------------- | --------------- | ------------------ | ------------------ | ------------------ | ------------------ | ------------------ | ----------- | ----------- | ----------- | ----------- | ----------- | ------ | ------ | ------ | ------ | ---------- | ----------------- |
| gen.-giu. 2014  | Milan               | A               | 19         | 11         | 2          | 6          | CI              | 1               | 0               | 0               | 1               | UCL                | 2                  | 0                  | 0                  | 2                  | -           | -           | -           | -           | -           | 22     | 11     | 2      | 9      | 50,00      | Sub., 8º          |
| lug.-dic. 2016  | Shenzhen            | CLO             | 14         | 4          | 4          | 6          | CC              | -               | -               | -               | -               | -                  | -                  | -                  | -                  | -                  | -           | -           | -           | -           | -           | 14     | 4      | 4      | 6      | 28,57      | Sub., 7º          |
| feb.-giu. 2018  | Deportivo La Coruña | PD              | 15         | 2          | 6          | 7          | CR              | -               | -               | -               | -               | -                  | -                  | -                  | -                  | -                  | -           | -           | -           | -           | -           | 15     | 2      | 6      | 7      | 13,33      | Sub., 18º (retr.) |
| Totale carriera | Totale carriera     | Totale carriera | 48         | 17         | 12         | 19         |                 | 1               | 0               | 0               | 1               |                    | 2                  | 0                  | 0                  | 2                  |             | -           | -           | -           | -           | 51     | 17     | 12     | 22     | 33,33      |                   |

#### Nazionale
Statistiche aggiornate al 7 luglio 2021.
| Squadra | Naz                | dal           | al             | Record | Record | Record | Record     | Record | Record | Record | Record |
| G       | V                  | N             | P              | GF     | GS     | DR     | % Vittorie |        |        |        |        |
| ------- | ------------------ | ------------- | -------------- | ------ | ------ | ------ | ---------- | ------ | ------ | ------ | ------ |
| Camerun | Camerun (bandiera) | 4 agosto 2018 | 16 luglio 2019 | 12     | 4      | 5      | 3          | 12     | 9      | +3     | 33,33  |

#### Nazionale nel dettaglio
| 2018             | Camerun        | Qual. Coppa d'Africa 2019 | 2º nel Gruppo B, qualificato | 5  | 2 | 2 | 1 | 40,00 | 5  | 3 | +2 |
| Giu.-lug. 2019   | Camerun        | Coppa d'Africa 2019       | Ottavi di finale             | 4  | 1 | 2 | 1 | 25,00 | 4  | 3 | +1 |
| Dal 2018 al 2019 | Camerun        | Amichevoli                |                              | 3  | 1 | 1 | 1 | 33,33 | 3  | 3 | +0 |
| Totale Camerun   | Totale Camerun | Totale Camerun            | Totale Camerun               | 12 | 4 | 5 | 3 | 33,33 | 12 | 9 | +3 |

#### Panchine da commissario tecnico della nazionale camerunense
| Cronologia completa delle presenze e delle reti in nazionale ― Camerun | Cronologia completa delle presenze e delle reti in nazionale ― Camerun | Cronologia completa delle presenze e delle reti in nazionale ― Camerun | Cronologia completa delle presenze e delle reti in nazionale ― Camerun | Cronologia completa delle presenze e delle reti in nazionale ― Camerun | Cronologia completa delle presenze e delle reti in nazionale ― Camerun | Cronologia completa delle presenze e delle reti in nazionale ― Camerun | Cronologia completa delle presenze e delle reti in nazionale ― Camerun |
| Data                                                                   | Città                                                                  | In casa                                                                | Risultato                                                              | Ospiti                                                                 | Competizione                                                           | Reti                                                                   | Note                                                                   |
| ---------------------------------------------------------------------- | ---------------------------------------------------------------------- | ---------------------------------------------------------------------- | ---------------------------------------------------------------------- | ---------------------------------------------------------------------- | ---------------------------------------------------------------------- | ---------------------------------------------------------------------- | ---------------------------------------------------------------------- |
| 8-9-2018                                                               | Mitsamiouli                                                            | Comore                                                                 | 1 – 1                                                                  | Camerun                                                                | Qual. Coppa d'Africa 2019                                              | Stéphane Bahoken                                                       | Cap: M. Ngadeu-Ngadjui                                                 |
| 12-10-2018                                                             | Yaoundé                                                                | Camerun                                                                | 1 – 0                                                                  | Malawi                                                                 | Qual. Coppa d'Africa 2019                                              | Eric Maxim Choupo-Moting                                               | Cap: E. Choupo-Moting                                                  |
| 16-10-2018                                                             | Blantyre                                                               | Malawi                                                                 | 0 – 0                                                                  | Camerun                                                                | Qual. Coppa d'Africa 2019                                              | -                                                                      | Cap: G. Mandjeck                                                       |
| 16-11-2018                                                             | Casablanca                                                             | Marocco                                                                | 2 – 0                                                                  | Camerun                                                                | Qual. Coppa d'Africa 2019                                              | -                                                                      | Cap: K. Toko Ekambi                                                    |
| 20-11-2018                                                             | Milton Keynes                                                          | Brasile                                                                | 1 – 0                                                                  | Camerun                                                                | Amichevole                                                             | -                                                                      | Cap: K. Toko Ekambi                                                    |
| 23-3-2019                                                              | Yaoundé                                                                | Camerun                                                                | 3 – 0                                                                  | Comore                                                                 | Qual. Coppa d'Africa 2019                                              | Eric Maxim Choupo-Moting Christian Bassogog Clinton N'Jie              | Cap: E. Choupo-Moting                                                  |
| 9-6-2019                                                               | Majadahonda                                                            | Camerun                                                                | 2 – 1                                                                  | Zambia                                                                 | Amichevole                                                             | Paul-Georges Ntep Joel Tagueu                                          | Cap: M. Ngadeu-Ngadjui                                                 |
| 14-6-2019                                                              | Al Wakrah                                                              | Camerun                                                                | 1 – 1                                                                  | Mali                                                                   | Amichevole                                                             | Karl Toko Ekambi                                                       |                                                                        |
| 25-6-2019                                                              | Ismaïlia                                                               | Camerun                                                                | 2 – 0                                                                  | Guinea-Bissau                                                          | Coppa d'Africa 2019 - 1º turno                                         | Yaya Banana Stéphane Bahoken                                           | Cap: E. Choupo-Moting                                                  |
| 29-6-2019                                                              | Ismaïlia                                                               | Camerun                                                                | 0 – 0                                                                  | Ghana                                                                  | Coppa d'Africa 2019 - 1º turno                                         | -                                                                      | Cap: G. Mandjeck                                                       |
| 2-7-2019                                                               | Ismaïlia                                                               | Benin                                                                  | 0 – 0                                                                  | Camerun                                                                | Coppa d'Africa 2019 - 1º turno                                         | -                                                                      | Cap: E. Choupo-Moting                                                  |
| 6-7-2019                                                               | Alessandria d'Egitto                                                   | Nigeria                                                                | 3 – 2                                                                  | Camerun                                                                | Coppa d'Africa 2019 - Ottavi di Finale                                 | Stéphane Bahoken Clinton N'Jie                                         | Cap: E. Choupo-Moting                                                  |
| Totale                                                                 |                                                                        | Presenze                                                               | 12                                                                     |                                                                        | Reti                                                                   | 12                                                                     |                                                                        |

### Record
- Unico giocatore ad aver vinto la UEFA Champions League con tre squadre diverse: Ajax (1994-1995), Real Madrid (1997-1998) e Milan (2002-2003 e 2006-2007).[8]

## Palmarès

### Giocatore

#### Club

##### Competizioni statali
- Campionato Carioca: 1

Botafogo: 2013

##### Competizioni nazionali
- Coppa dei Paesi Bassi: 1

Ajax: 1992-1993
- Supercoppa dei Paesi Bassi: 2

Ajax: 1993, 1994
- Campionato olandese: 2

Ajax: 1993-1994, 1994-1995
- Campionato spagnolo: 1

Real Madrid: 1996-1997
- Supercoppa di Spagna: 1

Real Madrid: 1997
- Coppa Italia: 1

Milan: 2002-2003
- Campionato italiano: 2

Milan: 2003-2004, 2010-2011
- Supercoppa italiana: 1

Milan: 2011

##### Competizioni internazionali
- UEFA Champions League: 4

Ajax: 1994-1995
Real Madrid: 1997-1998
Milan: 2002-2003, 2006-2007
- Coppa Intercontinentale: 1

Real Madrid: 1998
- Supercoppa UEFA: 2

Milan: 2003, 2007
- Coppa del mondo per club: 1

Milan: 2007

#### Individuale
- Miglior talento dell'anno in Eredivisie: 1

1993, 1994
- ESM Team of the Year: 1

1996-1997
- Squadra dell'anno UEFA: 2

2002, 2007
- Inserito nella FIFA 100 (2004)
- Miglior giocatore UEFA: 1

Miglior centrocampista: 2007
- Miglior giocatore del Campionato Carioca: 1

2013
- Bola de Prata: 1

2013
- Inserito tra le “Leggende del calcio” del Golden Foot (2018)
- Candidato al Dream Team del Pallone d'oro (2020)